# Stadhuis van San Francisco

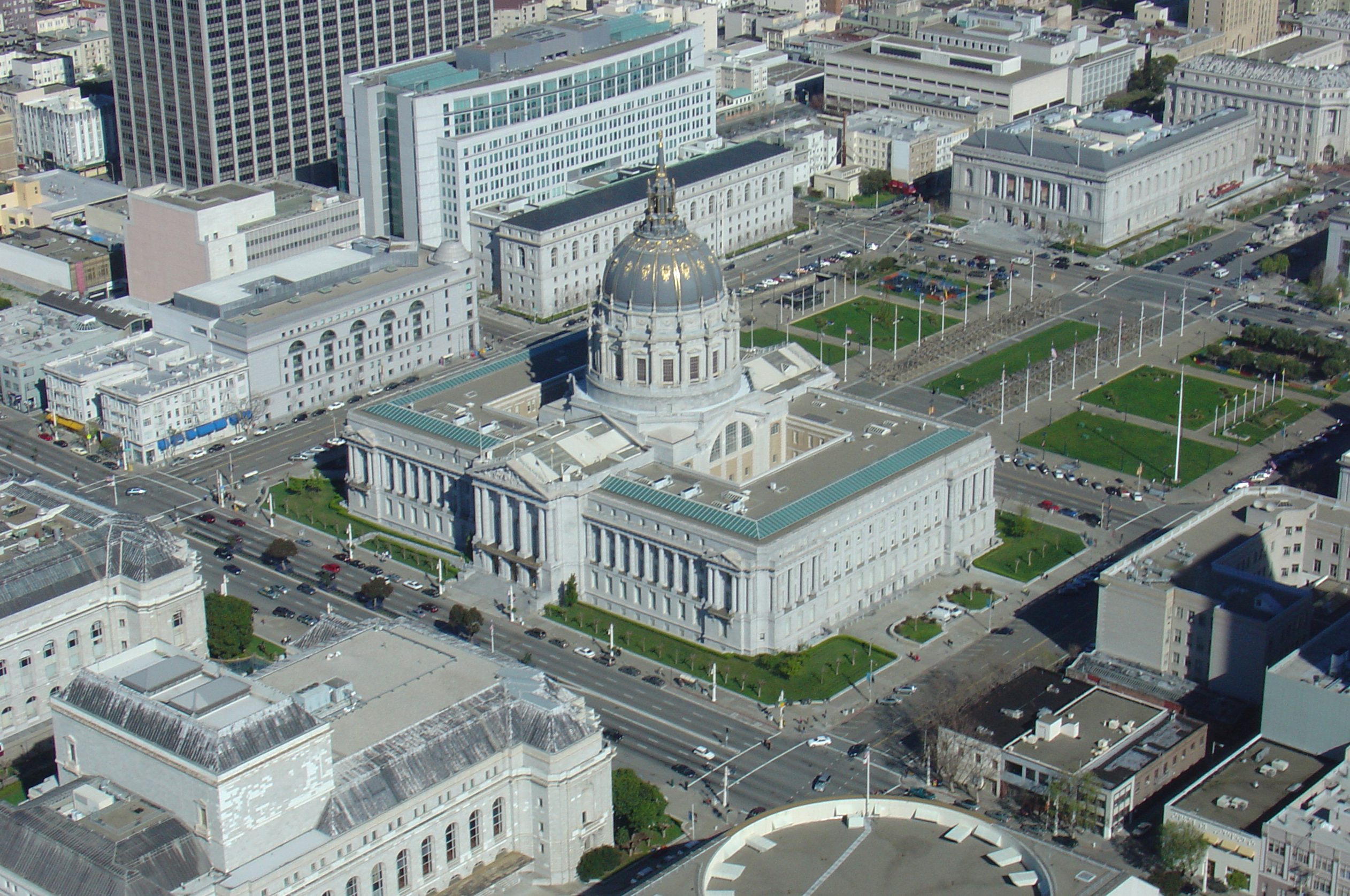
Luchtfoto van het stadhuis

Het stadhuis van San Francisco (Engels: San Francisco City Hall) is een gebouw in beaux-arts-stijl, gelegen aan het Civic Center Plaza in het centrum van San Francisco in de Amerikaanse staat Californië. Het gebouw is herkenbaar door de koepel die de op vier na grootste ter wereld is.

## Geschiedenis
Het huidige gebouw is een vervanging van het vorige stadhuis uit 1899 dat instortte tijdens de aardbeving van 1906. Het oorspronkelijke stadhuis was groter dan het huidige en had eveneens een grote koepel. Na de aardbeving ontstonden er al snel plannen voor de wederopbouw van het stadhuis. Men koos voor het neoclassicistische ontwerp met vele beaux-artselementen van Arthur Brown. De bouw begon in 1913 en het stadhuis was voltooid in 1915, op tijd voor de Panama-Pacific International Exposition, de wereldtentoonstelling van San Francisco.
De grote hal onder de koepel is de locatie geweest van verschillende belangrijke staatsbegrafenissen. President Warren G. Harding lag na zijn dood in 1923 opgebaard onder de koepel.
De Loma Prieta-aardbeving van 1989 beschadigde het bouwwerk opnieuw en de koepel verschoof 10 centimeter van zijn fundament. Men besloot de constructie te verstevigen zodat zij aardbevingbestendig zou worden. In januari 1999 werd het stadhuis opnieuw geopend.

## Architectuur
Het gebouw is in totaal meer dan 46.000 m² groot en het is gebouwd op twee hele huizenblokken. De gevels langs de Van Ness Avenue en de Polk Street zijn 119 meter lang, en de gevels langs de Grove Street en de McAllister Street 83 meter. De koepel, die naar de barokke koepel van Mansarts Dôme des Invalides in Parijs is gemodelleerd, is met een hoogte van 93,7 meter 36 centimeter hoger dan de koepel van het Capitool in Washington D.C. De koepel heeft een doorsnede van 20 meter en rust op vier grote pilaren.
De bovenste verdiepingen zijn toegankelijk voor het publiek. Op de tweede verdieping, tegenover de grote trap, is het kantoor van de burgemeester. Een bronzen borstbeeld van oud-burgemeester George Moscone en zijn opvolger Dianne Feinstein herinnert aan de moord op Moscone slechts een paar meter verderop in het stadhuis. Een borstbeeld van Harvey Milk, die eveneens vermoord is in het stadhuis, werd op 22 mei 2008 onthuld.

## Fotogalerij

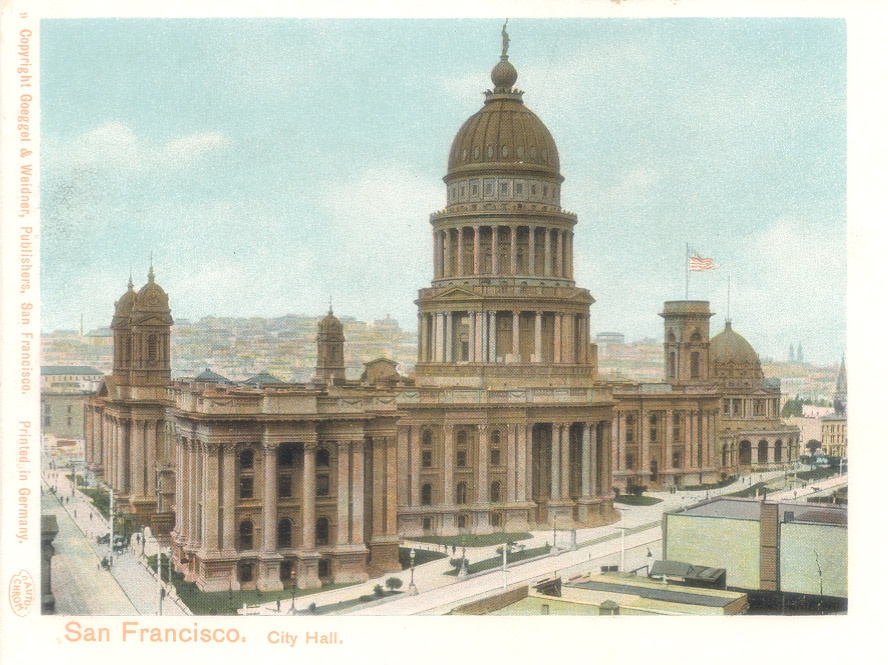
Het oorspronkelijke stadhuis vóór de aardbeving van 1906.
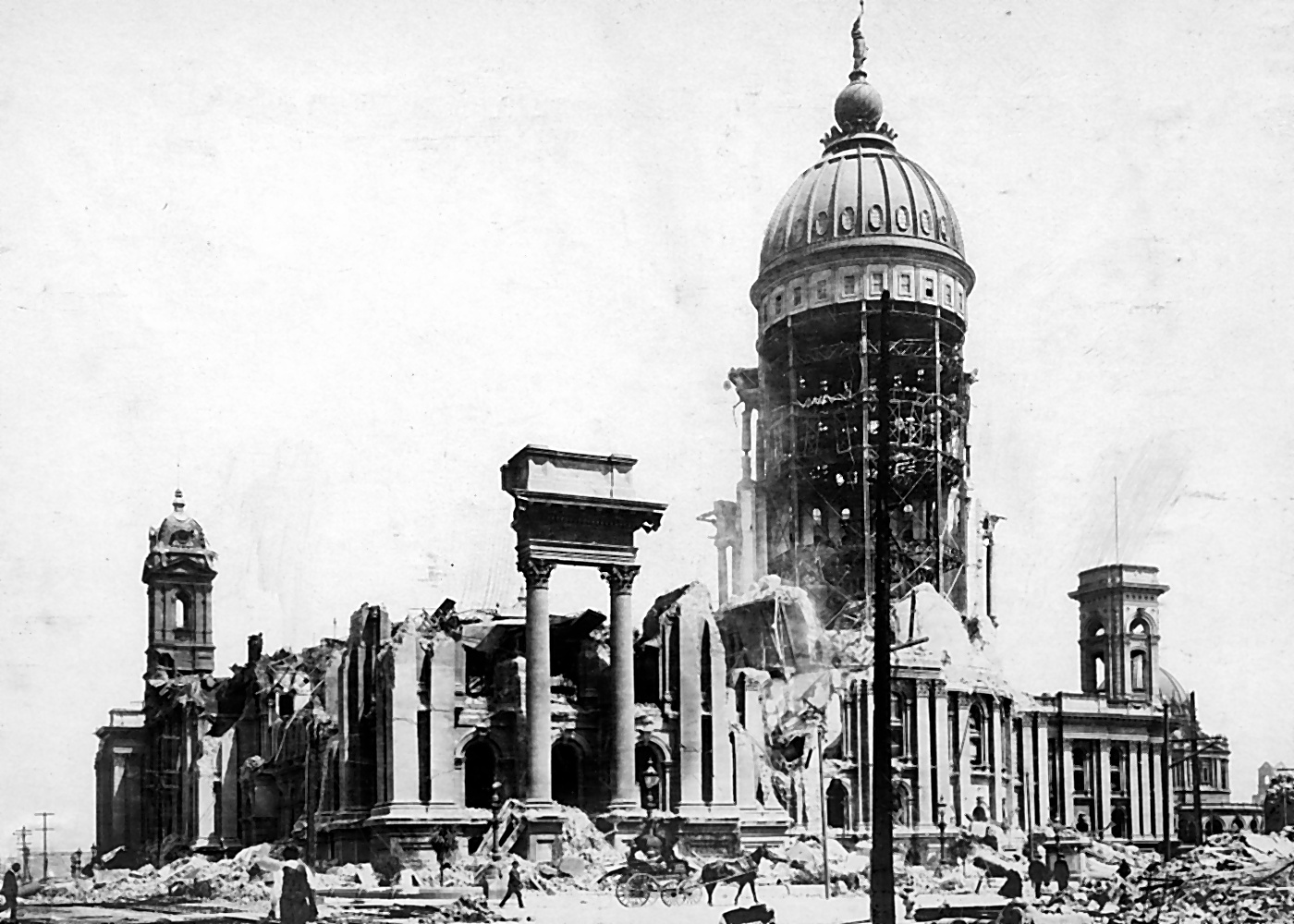
De ruïne van het oorspronkelijke stadhuis na de aardbeving.
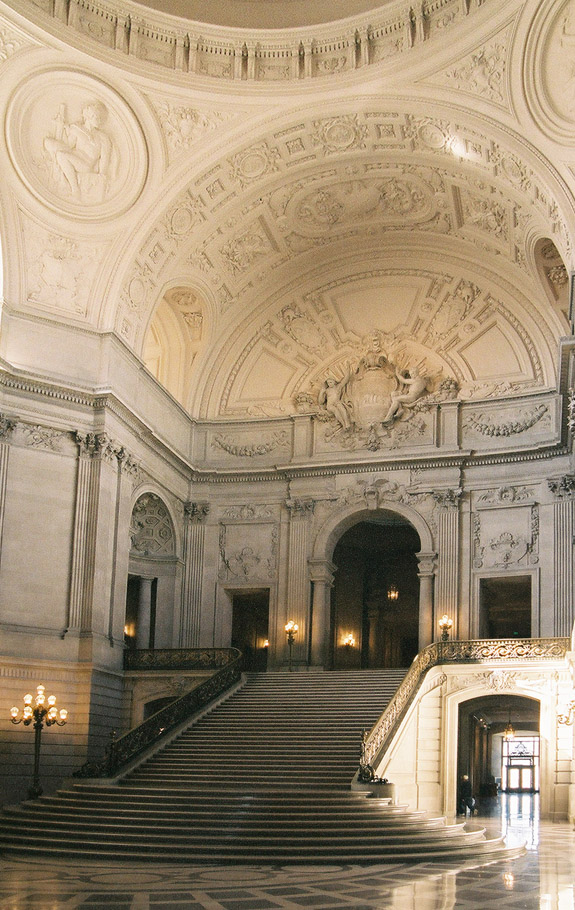
De grote hal onder de koepel.
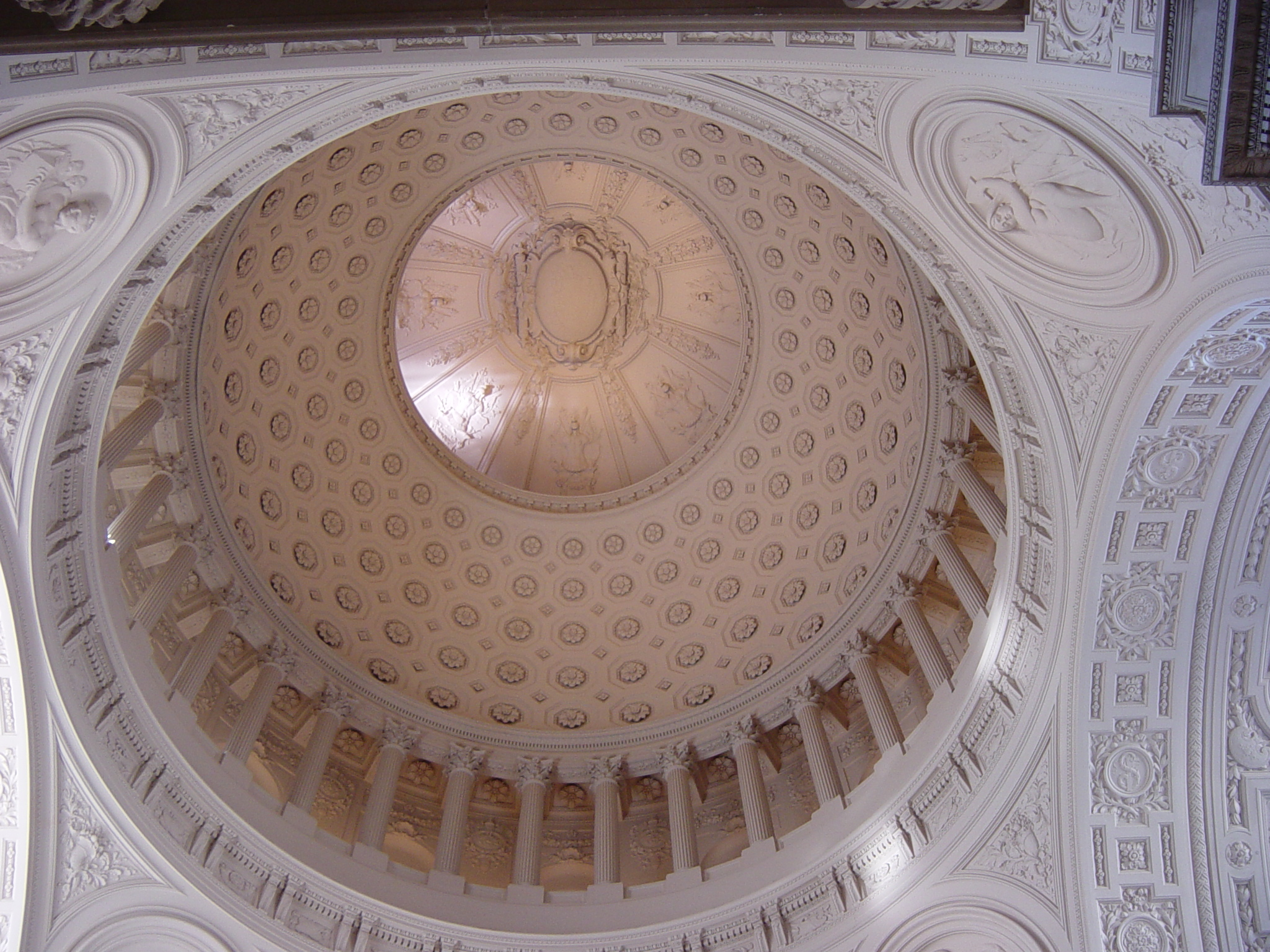
Blik in de koepel.

- Library of Congress Control Number: sh2011000293
- Nationale Bibliotheek van Israël: 987007590514505171
- Virtual International Authority File: 228144782722594424375
- WorldCat: E39QH7JmrPTqyMygGJbCrXhtWt